# 阿爾泰·庫利吉諾夫
阿爾泰·庫利吉諾夫（羅馬化：Altai Seidıruly Kölgınov，1978年1月15日—）是一名哈薩克政治家，自2019年6月13日起被總統卡瑟姆若马尔特·托卡耶夫任命為阿斯塔纳市長。

## 早年生活和事業
庫利吉諾夫生於1978年，出生在突厥斯坦州一條名為亞拜的村落的一個穆斯林大家族。他是賽德·庫利吉諾夫的兒子。在2000年的時候，他加入了軍隊。

## 政治生涯
2019年6月13日，庫利吉諾夫被托卡耶夫任命為努爾蘇丹市長。
2019年7月28日，庫利吉諾夫下令清除淤泥中充滿淤泥的薩里布拉克河，他稱其為「環境災難」，使其恢復正常。
2019年8月28日，他談到了城市郊區的問題，指出大約280,000人無法獲得足夠的自來水。改善該地區的成本高達2750億堅戈，庫利吉諾夫承認，郊區改善的支出成本在一年內是不可行的。